# Lều

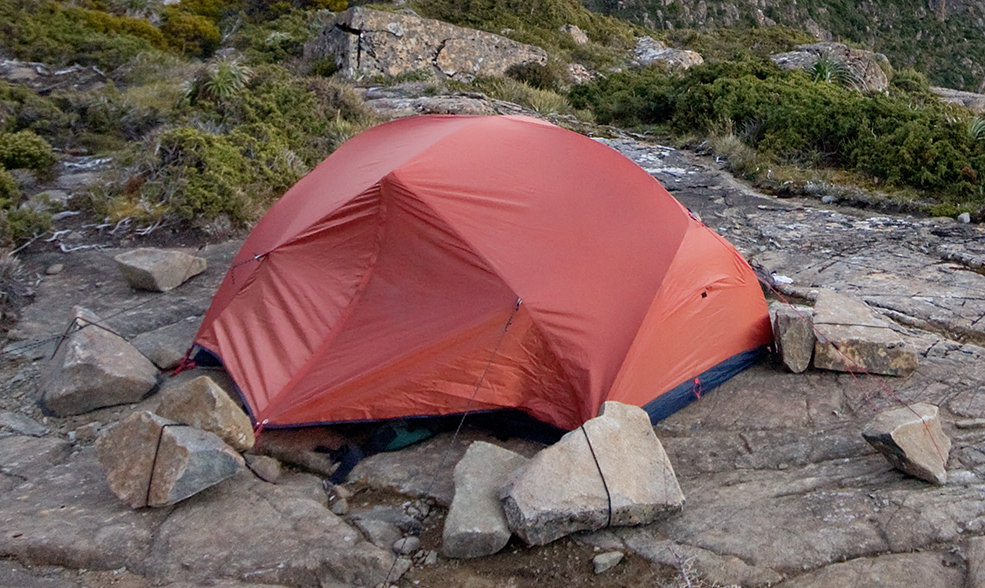
Một cái lều hiện đại loại đi bộ đường dài dành cho hai người, có mái vòm, nhẹ; nó được buộc vào đá vì không có chỗ nào để đóng cọc trên thềm đá này

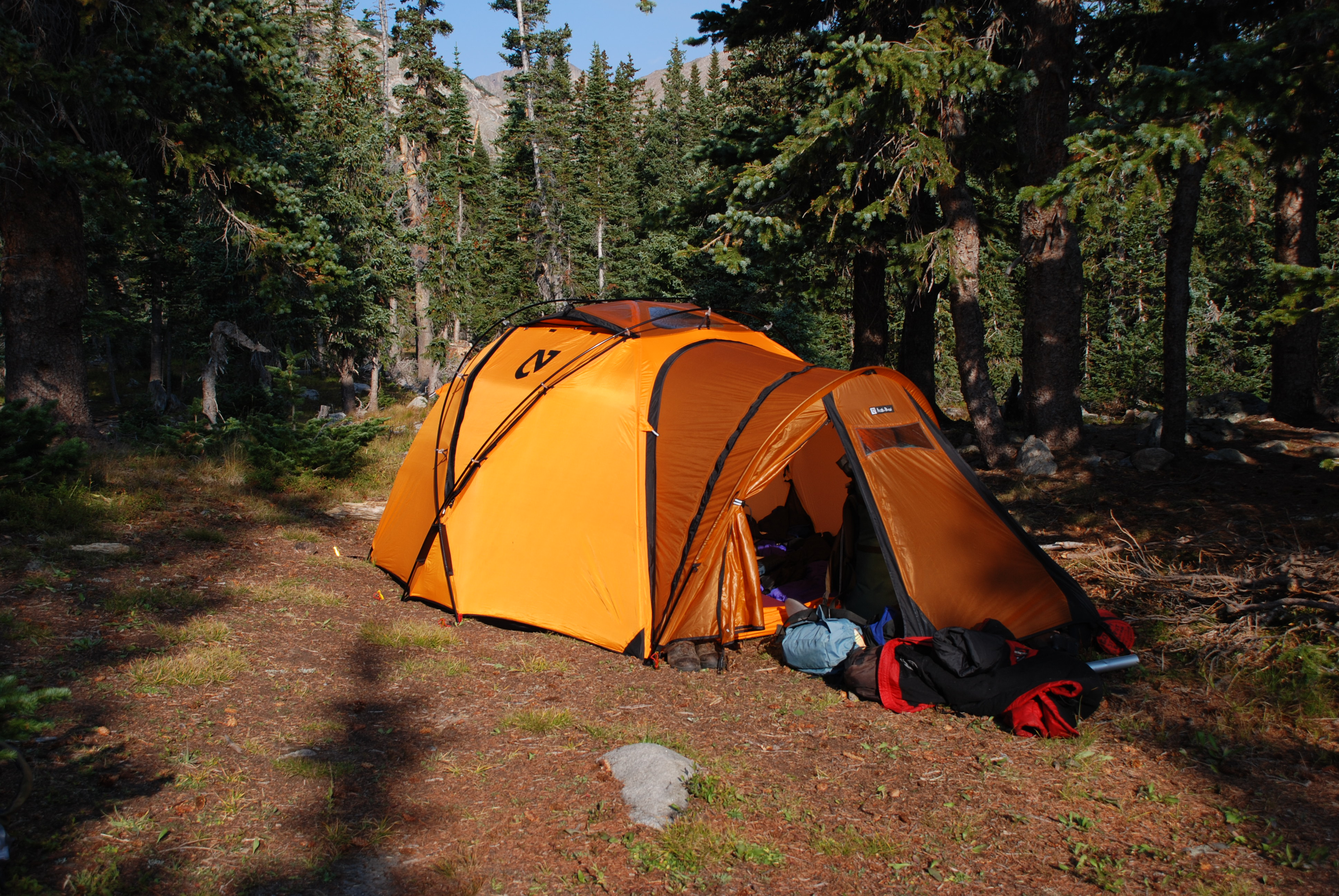
Một cái lều hiện đại

Lều là một công trình vật chất có kích cỡ tương đối nhỏ, thường được cấu tạo và thiết kế sơ sài, thường chỉ có mái che gồm các tấm vải hoặc vật liệu khác được treo, cột với một khung hoặc buộc vào một sợi dây và thường dùng làm nơi trú ẩn hay chỗ ở tạm thời hay dã chiến. Vải lều có thể được làm bằng nhiều vật liệu bao gồm bông (vải), nylon, polyester nó có thể trở nên rất nặng khi bị ướt nhưng dễ khô ráo.
Lều đầu tiên được sử dụng như là ngôi nhà di động của dân tộc du mục, lều hiện bây giờ thường được sử dụng để cắm trại vui chơi giải trí và nơi trú ẩn tạm thời cho khách du lịch, khách lữ hành, trong rạp xiếc…. Nhiều lều trong cùng một khu vực được gọi là trại hay khu trại. Lều được đề cập từ lâu trong sách Sáng Thế, một số có nguồn gốc từ lều du mục truyền thống, chẳng hạn như yurt, hay các dân tộc ở vùng lạnh như lều tuyết.

## Lịch sử

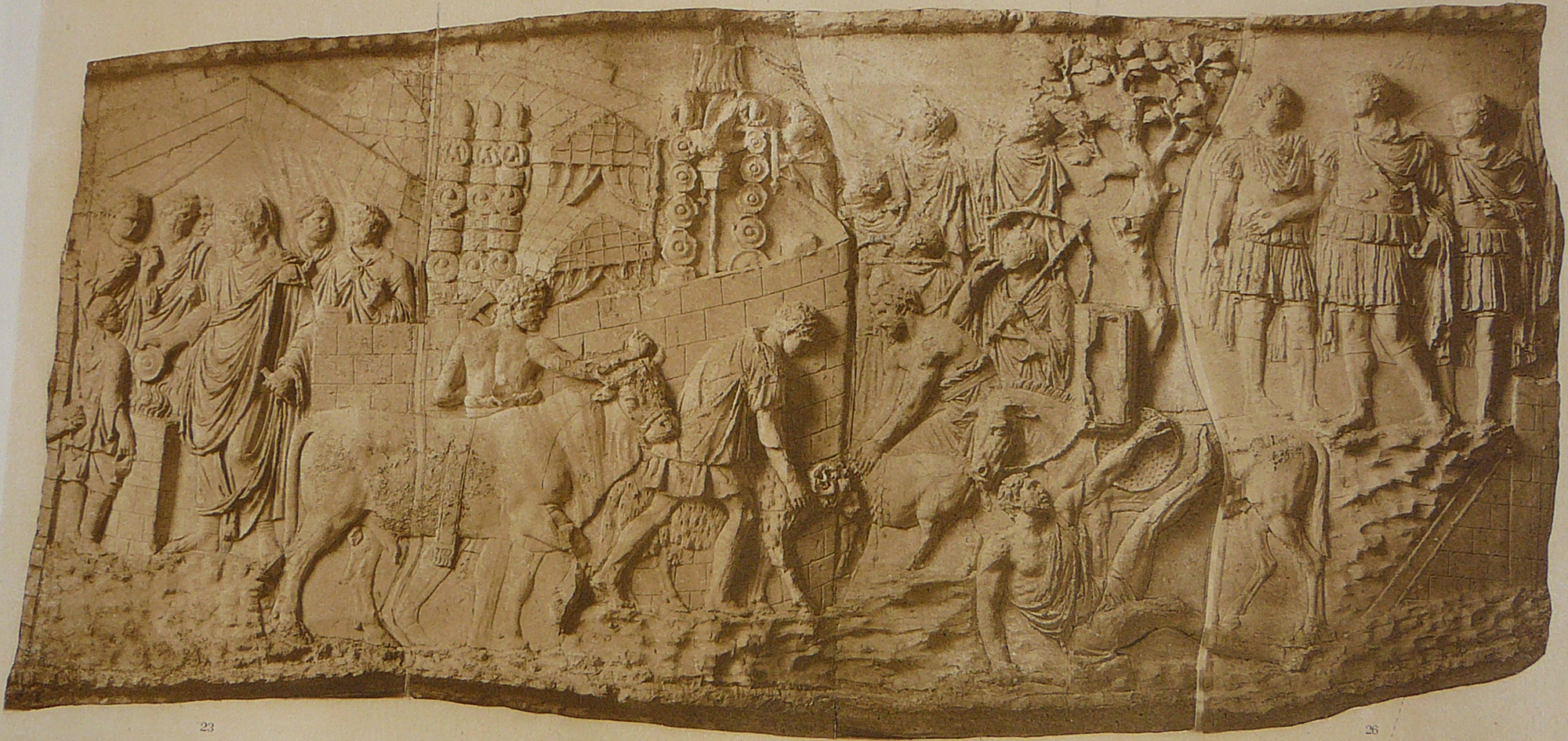
Lều da Quân đội La Mã (ở giữa bên trái), như mô tả trên Cột Trajan ở Rome (ảnh phôi thạch cao)

Một dạng lều được gọi là teepee hoặc tipi, có hình nón và đỉnh dạng lỗ khói, đã được Người Mỹ bản địa bộ lạc và thổ dân Canada của người da đỏ đồng bằng từ thời cổ đại sử dụng, ước tính là theo nhiều cách khác nhau từ 10.000 đến 4.000 năm BC.

## Công dụng

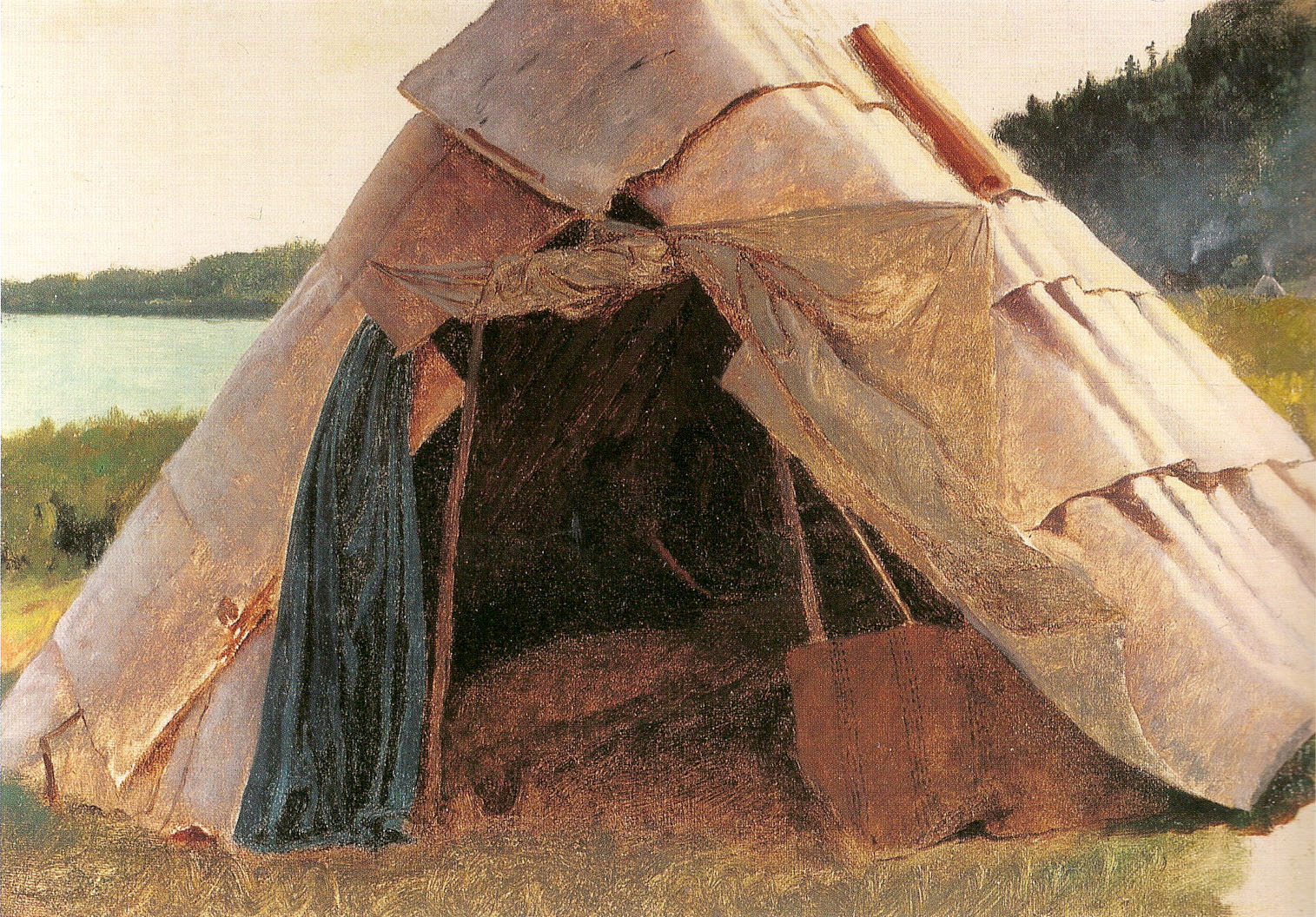
Một họa phẩm về cái lều bằng da, là chỗ ở của người du mục

Lều được sử dụng như là nơi cư trú của người du mục, cắm trại vui chơi giải trí, và làm chỗ trú ngụ cho các nạn nhân thiên tai, địch họa. Lều cũng thường được sử dụng như là nơi nghỉ ngơi cho lễ hội, đám cưới, các sự kiện công ty lớn trong một khuôn viên nhất định, nó cũng được sử dụng cho khai quật (xây dựng) bao gồm, nơi trú ẩn, chỗ nghỉ mát ở các khu nghỉ dưỡng, bãi biển... Lều truyền thống được sử dụng bởi những người du mục trên toàn thế giới, chẳng hạn như người Mỹ bản địa (người da đỏ), Mông Cổ và Tây Tạng, Nomads, và Bedouin.
Trong lịch sử quân đội La Mã đã sử dụng lều da để làm chỗ trú đóng quân, sau này hình thành nên một trại quân sự, Quân đội trên toàn thế giới từ lâu đã được sử dụng lều vì thiết lập tương đối nhanh chóng và nhanh chóng tháo dỡ, sơ tán một cách khẩn trương và tốc hành nhất. Lều phổ biến nhất sử dụng cho doanh trại quân đội tạm thời (chỗ ngủ), tòa nhà chức năng (cơ sở ăn uống) mang tính dã chiến…
Cắm trại là một hình thức giải trí phổ biến mà thường liên quan đến việc sử dụng lều. Lều cũng thường được sử dụng trong trường hợp khẩn cấp nhân đạo, chẳng hạn như chiến tranh, động đất và hỏa hoạn. Đôi khi, những nơi trú ẩn tạm thời như những lều, trại lại trở thành một ngôi nhà kiên cố và bán kiên cố, đặc biệt là cho những người sống rải rác trong các trại tị nạn hoặc các khu ổ chuột, lều cũng được sử dụng thông dụng trong các phong trào phản đối, biểu hành dài này…